# 化学合成药物
化学合成药也称小分子药，是小分子化合物药物。与其对应的是大分子生物药，如蛋白药、抗体药等。